# Кульма (река, впадает в Малый Толкорп)
Кульма — река в России, протекает по Югре и Свердловской области. Впадает в озеро Малый Толкорп (бассейн Пелыма). Длина реки составляет 24 км.

## Данные водного реестра
По данным государственного водного реестра России относится к Иртышскому бассейновому округу, водохозяйственный участок реки — Тавда от истока и до устья, без реки Сосьва от истока до водомерного поста у деревни Морозково, речной подбассейн реки — Тобол. Речной бассейн реки — Иртыш.
Код объекта в государственном водном реестре — 14010502512111200012441.